# Ana Cláudia Lemos
Ana Cláudia Lemos Silva (referida también como Ana Cláudia Silva o Ana Silva, Jaguaretama, 6 de noviembre de 1988) es una deportista brasileña de atletismo especialista en las disciplinas 100 m, 200 m y 4 x 100 m relevo.
Fue parte del conjunto femenino de atletismo brasileño que alcanzó la medalla de oro en los Juegos Panamericanos de 2011 en Guadalajara en la modalidad 4 x 100 m relevo junto a Vanda Gomes, Franciela Krasucki y Rosângela Santos; adicionalmente, recibió la misma presea en la categoría 200 m planos de dicho torneo.
En el ámbito iberoamericano, recibió la medalla de oro en el XIV Campeonato Iberoamericano de Atletismo de 2010 realizado en San Fernando en los 4 x 100 m relevo y en los 200 m planos. Recibió también la presea de plata en el XIII Campeonato Iberoamericano de Atletismo de 2008 realizado en Iquique en los 4 x 100 m relevo.
Por otro lado, el año 2011 recibió la medalla de oro en los 100 m y los 200 m  del Campeonato Sudamericano de Atletismo realizado en Buenos Aires; además, recibió la presea dorada en dicha categoría de los Juegos Suramericanos de 2010 realizados en Medellín.
El 9 de agosto de 2012 marcó la actual plusmarca sudamericana en los 4 x 100 m relevo de los Juegos Olímpicos de Londres 2012 junto a Vanda Gomes, Franciela Krasucki y Rosângela Santos, con un tiempo de 42s55. Además, desde el 6 de agosto de 2011 posee el actual récord sudamericano en los 200 m planos con un tiempo de 22s48, mientras que comparte la marca sudamericana en los 100 m  junto a su compatriota Franciela Krasucki.
El 10 de marzo de 2016 la Autoridad Brasileña de Control de Dopaje informó que Ana Cláudia Lemos había dado positivo en un control antidopaje.